# Punakha
Punakha (སྤུ་ན་ཁ་) és una ciutat i centre administratiu del dzongkhag Punakha, un dels 20 districtes de Bhutan, situada a la riba del riu Bugni. Punakha fou la capital d'hivern Bhutan i la seu del seu govern fins al 1955, quan es va traslladar la capital a Thimbu.
Situada a l'oest del país, a 1.575 m d'altura, al camí que mena cap al Tibet i en una ampla vall plena d'arrossars. Durant tot l'any només és habitat el monestir budista Punakha Dzong que també és un centre de pelegrinatges, a causa de la malària, que a l'estiu hi és endèmica.